# Schattenhalb
Schattenhalb – gmina (niem. Einwohnergemeinde) w Szwajcarii, w kantonie Berno, w regionie administracyjnym Oberland, w okręgu Interlaken-Oberhasli.

## Demografia
W Schattenhalbie mieszkają 552 osoby. W 2020 roku 14,1% populacji gminy stanowiły osoby urodzone poza Szwajcarią.

## Transport
Przez teren gminy przebiega drogi główne nr 6 i nr 11.